# NGC 7022
NGC 7022 é uma galáxia lenticular (SB0) localizada na direcção da constelação de Indus. Possui uma declinação de -49° 18' 13" e uma ascensão recta de 21 horas, 09 minutos e 35,1 segundos.
A galáxia NGC 7022 foi descoberta em 2 de Outubro de 1834 por John Herschel.